# Thimlich Ohinga
Thimlich Ohinga è un sito archeologico situato in Kenya, nella contea di Migori, a circa 180 km a sud di Kisumu; si trova su una collina dal dolce pendio a circa 46 km a nord-nord-ovest di Migori e delle miniere d'oro di Macalder.
Il nome in lingua luo significa letteralmente "foresta fitta che spaventa".
Il sito è composto da una serie di recinti di forma circolare o arrotondata fatti di pietre a secco e disposti su una superficie di circa 21 ha; ogni recinto presenta mura alte da 1 a 4,2 m e spesse da 1 a 3 m. La tecnica di costruzione è simile a quella utilizzata a Grande Zimbabwe.
Lo studio dei più antichi resti di pietre ha permesso di teorizzare che i primi recinti siano stati fondati nel XVI secolo da popolazioni Bantu, prima dell'arrivo dei Luo, che ampliarono e rinforzarono le costruzioni di pietra fino al XIX secolo. Lo scopo dei recinti era quello di difendere le persone e il bestiame dalle incursioni di saccheggiatori (come i Kalenjin-Nandi), ma anche di definire dei gruppi sociali e le relazioni basate sul lignaggio all'interno della comunità.
Thimlich Ohinga è il migliore per conservazione tra i 521 siti di recinti di pietra diffusi in 139 località intorno al Lago Vittoria. Questo è dovuto al fatto che è stato uno degli ultimi ad essere abbandonato, intorno alla metà del XX secolo.
Il sito è stato esplorato dal British Institute of History and Archaeology in East Africa negli anni '60, come testimoniato dalle relazioni di Neville Chittick, allora direttore dell'istituto, ed è stato classificato monumento nazionale nel 1981; è gestito dai Musei Nazionali del Kenya.
Il 29 giugno 2018 ha ottenuto il riconoscimento di patrimonio dell'umanità dall'UNESCO.